# Paul Audra

Hölle des Spiels, 1911 Öl auf Leinwand

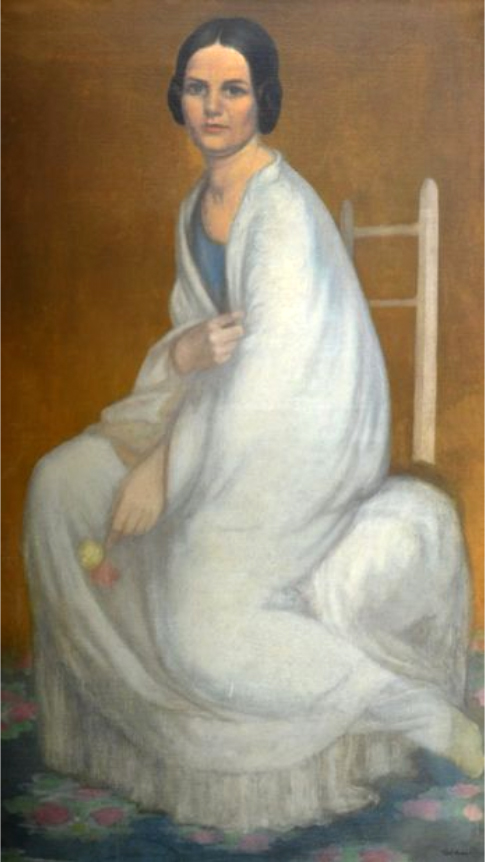
Frau im weißen Gewand

Célestin Paul Rosemond Audra (* 25. Juli 1869 in Valence; † 2. Februar 1948 in Nizza) war ein französischer Maler und Kunstpädagoge.
Er ist nicht mit dem gleichnamigen Maler Paul Audra (1871–1891) zu verwechseln, dem wiederum ein auf 1894 datiertes Porträt zugeschrieben wird.
Paul Audra studierte an der Hochschule für Bildende Künste in Lyon. Er debütierte 1897 auf dem Salon von Lyon mit Porträts. Danach studierte er an der Hochschule für Bildende Künste in Paris in den Ateliers von Gustave Moreau, Jules-Élie Delaunay und Pierre Puvis de Chavannes. Zu dieser Zeit lernte er Henri Matisse und Georges Rouault kennen.
Paul Audra wurde als Nachfolger seines Vaters zum Zeichenlehrer in den Schulen von Valencia. Danach zog er 1908 nach Nizza und leitete von 1911 bis 1934 die dortige Kunstgewerbeschule.
Paul Audra war ein vielseitiger Künstler. Er schuf Ölgemälde, Pastelle, Radierungen, Fresken, Mosaike, Glasmalereien und Keramiken. Er beschäftigte sich mit der Landschafts-, Porträt- und Genremalerei. Er half Matisse bei der Freskenmalerei.
Paul Audra stellte ab 1897 im Salon de Paris und von 1907 bis 1920 im Salon d’Automne aus. Er nahm auch an der Weltausstellung Paris 1900 teil.
Er verfasste die Abhandlung: „Die Vision und der plastische Ausdruck“ (Paris, 1924). Er veröffentlichte auch Korrespondenzen, insbesondere 1913 zwischen Gustave Courbet und dem Kunstsammler Alfred Bruyas.
Paul Audra wurde mit dem Ordre des Palmes Académiques und dem Ritterorden der Ehrenlegion ausgezeichnet.